# Revisionismo histórico en Argentina
El Revisionismo histórico en la Argentina es una corriente historiográfica orientada a modificar la visión de la historia, enfrentando la tradicional que predominó en ese país desde mediados del siglo XIX. En particular, se ha orientado a reivindicar la figura de los caudillos federales, de Juan Manuel de Rosas y de los conquistadores y colonizadores españoles, entendiendo que la visión que presentaban los historiadores anteriores de estas figuras estaban sesgadas por prejuicios.

## Establecimiento de la historiografía argentina
Hasta la batalla de Caseros, en 1852, no hubo historiografía propiamente dicha en la Argentina. Había memorias, anecdotarios, esbozos históricos. Se explica fácilmente: el país se estaba construyendo y no había tiempo para hacer historiografía. Pero después de Caseros, y sobre todo de la batalla de Pavón, de 1861, se inició la historiografía nacional.
Los iniciadores fueron Vicente Fidel López y Bartolomé Mitre. La historia escrita en ese período fue orientada a explicar la ruta seguida hasta Caseros y Pavón. Durante las décadas siguientes, por lo menos hasta principios del siglo XX, la historiografía siguió a los dos maestros, López y Mitre. Entre sus seguidores se contó Antonio Zinny, que publicó alrededor de 1880 su Historia de los gobernadores de las provincias argentinas. Esta obra nada tiene de revisionista, pero resulta enormemente útil a los historiadores de esa tendencia para demostrar sus tesis sobre la supuesta falsedad de muchos de los artículos de fe de la historiografía clásica, liberal o académica respecto a las provincias. 
Durante el gobierno de Mitre aparecieron cronistas, políticos e intelectuales que escribieron artículos históricos en contra suya en el periodismo, como Juan Bautista Alberdi, José Hernández, Rafael Hernández, Carlos Guido y Spano, Olegario Víctor Andrade y Miguel Navarro Viola. Parte de esas producciones se leen hoy como historiografía revisionista, pero en ese entonces, sus autores estaban haciendo política, no historiografía.

## Adolfo Saldías
La primera voz disonante fue la de Adolfo Saldías, un abogado liberal, admirador de Mitre y que, justamente por ello, quiso ser su continuador. Por eso comenzó a estudiar con cuidado la historia de 1824 en adelante.
Saldías llegó a descubrir documentos hasta entonces ocultos u olvidados. Se trasladó a Londres, donde pudo leer los archivos de Rosas, cedidos por su hija Manuelita. En 1881 publicó su primera versión de lo que en 1888 se convertiría en su obra maestra, Historia de la Confederación Argentina. Estaba dedicado a Mitre, a quien envió una copia para que lo juzgara. Mitre le respondió lapidariamente, condenando el trabajo, sus conclusiones y a su autor. uno de sus continuadores, José María Rosa, llegó a denunciar un complot mediático contra esta obra ya que no fue comentado en la prensa, ni siquiera para condenarlo.
La obra de Saldías no era una apología de Rosas; era un trabajo honesto de un liberal, que lo había desarrollado con criterio liberal, y condenando muchos aspectos del gobierno de Rosas, pero no todos. Pese a ser liberal, Saldías valoraba que hubiera ejercido un gobierno fuerte en esa particular etapa histórica, y sobre todo, la defensa de la soberanía nacional durante el período de los bloqueos franceses e ingleses (1838-1850).
El libro de Saldías y su condena por Mitre fueron señalados como el momento fundacional del revisionismo histórico argentino.

## Después de Saldías
En 1890, el exgobernador de la provincia de Buenos Aires, Carlos D'Amico, publicó Buenos Aires, sus hombres, su política, en que atacaba particularmente a Mitre.
En 1898, Ernesto Quesada, quien había visitado de niño, junto a su padre la casa de Rosas en Southampton, y más tarde fue yerno del general Ángel Pacheco, publicó La época de Rosas, a lo que agregó más tarde cuatro tomos sobre la guerra civil de 1840. Su obra tuvo el mismo destino que la de Saldías, que pasó totalmente desapercibida para la prensa de la época.
En 1906 apareció Juan Facundo Quiroga, de David Peña, versión en libro de una serie de conferencias publicadas tres años antes en la Facultad de Filosofía y Letras de la Universidad de Buenos Aires. Fue la primera reivindicación del caudillo riojano, que en el Facundo de Sarmiento había sido presentado como símbolo de barbarie, atraso y crueldad y, como tal, suele señalárselo como una influencia para los revisionistas. No obstante, Peña es un raro ejemplo de un historiador que presenta características tanto del revisionismo como de la historiografía liberal y tradicional. Mantuvo una extensa y amistosa correspondencia con Emilio Mitre (hijo de Bartolomé) y también defendió a su antiguo amigo Juan Bautista Alberdi de los ataques de los mitristas (ante el deseo de imponerle su nombre a una calle) quienes lo tildaban de  “traidor” a la patria por haberse manifestado contrario a la Guerra de la Triple Alianza contra el Paraguay. En esa defensa, Peña redescubrió al Alberdi olvidado, al posterior a las Bases, opositor a Mitre y a sus aliados. Su obra fue reeditada en 1965 como Alberdi, los mitristas y la guerra de la Triple Alianza. Por lo demás, en toda la obra de Peña no se encuentra el tema más caro al revisionismo, esto es, la defensa de Rosas. Por el contrario, su postura al respecto es de abierta condena.
En 1912 apareció un libro puramente liberal, pero que inició una visión distinta de la historia política: el Estudio sobre las guerras civiles argentinas, de Juan Álvarez. Si la historiografía liberal había estado dominada por la idea positivista de que cada uno de los actores del drama histórico se manejaba solo por razones ideológicas, Álvarez sostenía que las guerras civiles habían sido casi exclusivamente causadas por razones económicas.[cita requerida]
La justificación y revalorización de Rosas se iniciaron algo más tarde, en 1922, con Juan Manuel de Rosas. Su historia, su vida, su drama, de Carlos Ibarguren. Este libro tuvo una trascendencia histórica notable,[cita requerida] y no pudo ser silenciado[cita requerida]; sus adversarios debieron criticarlo y discutirlo, lo cual aseguró su difusión.
Menos importante, pero ya decididamente reivindicatorio fue el libro Juan Manuel de Rosas. Su reivindicación. Acababa de nacer el rosismo historiográfico, pero todavía no se identificaba con el nacionalismo político y económico.

## Dardo Corvalán Mendilaharsu
Dardo Corvalán Mendilaharsu (1888-1959), abogado, enrolado en la Unión Cívica Radical, amigo y funcionario de Hipólito Yrigoyen, comenzó a publicar artículos en revistas a partir de la década de 1910 en las que muestra una actitud crítica respecto de la obra de historiadores que, como Bartolomé Mitre y Vicente Fidel López, predominaban en el estudio de la disciplina de la época a través de sus obras. Si bien se manifestaba contrario a que las pasiones embanderadas de protagonistas y descendientes enturbiasen el análisis crítico, lo cierto es que en sus trabajos se muestra enrolado en una línea de culto de sus ascendientes: el general Manuel Corvalán, primer edecán de Juan Manuel de Rosas era su bisabuelo y Vicente Corvalán, comisario general de contaduría del ejército en operaciones de Manuel Oribe fue su abuelo. En esos trabajos, en los que la base documental es casi exclusivamente la proveniente del archivo familiar de su abuelo, sigue una línea favorable no solamente a los citados antepasados sino también a amigos de ellos que habrían sido muy atacados por historiadores anteriores, como el coronel Granada y el fusilado coronel Costa. Varios de sus trabajos realizados en la década de 1920 fueron publicados reunidos en dos libros, Sombra histórica (1923) y Rosas (1929), y culminan casi invariablemente, en la justificación, exculpación o reivindicación de Rosas y de su época. Como excepción uno de los ensayos vindica a Juan Bautista Alberdi y otro es un comentario sarcástico de la obra de teatro La divisa punzó, de Paul Groussac a propósito de una frase despectiva hacia su bisabuelo colocada en el texto en boca de Rosas.
Si bien Corvalán Mendilaharsu pondera las obras de Adolfo Saldías y Ernesto Quesada, sus trabajos tienen dos características que los diferencian de aquellas: en primer lugar, su tono agresivo y en segundo término que muestran la intención de dirigirse a un público más amplio –critica lo que considera un estilo demasiado erudito de aquellas-  al que pretende convencer de su posición respecto de la figura de Rosas. En este sentido, no centra tanto sus críticas en las obras de historiadores –a excepción de López y ocasionalmente, de Mitre- sino en la de panfletistas de la época de Rosas como José Rivera Indarte o novelistas como José Mármol.
Dice el historiador Fernando Devoto que en esos trabajos:

…sorprende no sólo la cita casi exclusiva de historiadores decimonónicos sino que la apelación constante al “método crítico” va acompañada de una total ausencia de referencias hacia los autores europeos o argentinos emblemáticos del mismo (el único citado, una vez, es Rómulo D. Carbia) y también del uso de la retórica clásica de la erudición, las notas al pie de página o la bibliografía, quizás por los propósitos de divulgación antes aludidos….En general, Corvalán, con una estrategia abogadil, procura presentar todo tipo de argumentos a favor de Rosas.”

La figura de Rosas en la visión de Corvalán Mendilaharsu en sus trabajos no es la de un caudillo populista o popular, sino que resalta el apoyo recibido de la gente principal y además lo presenta como, sobre todo, un republicano austero, en coincidencia al respecto con Quesada y Saldías. Una de las diferencias de Corvalán con otros historiadores es que dedica gran espacio a referirse a opiniones de prestigiosos liberales antirrosistas cuando de ellas extrae conclusiones que se oponen a las predominantes en dicha corriente. Su fuente principal, no obstante ello, sigue siendo Saldías y es de señalar sus reiteradas referencias a la donación de su sable por San Martín a Rosas.
Fernando Devoto señala que en su larga trayectoria posterior —a las que describe pasando de posiciones más rupturistas a otras más ambiguas— se lo encuentra a Corvalán colaborando por una parte en la Historia de la Nación Argentina impulsada por la Academia Nacional de Historia dirigida por Ricardo Levene en cuyo volumen IV publicó su trabajo muy citado  Los símbolos patrios y escribiendo notas en El Hogar, La Nación y La Prensa, aunque paralelamente presidiera desde mediados de la década de 1930 la Junta Pro repatriación de los restos de Juan Manuel de Rosas y se incorporase al Instituto de Investigaciones Históricas Juan Manuel de Rosas. 
También fue de extracción radical Ricardo Caballero, que con un discurso en el Senado Nacional en defensa del caudillo federal Ángel Vicente Peñaloza, fue de los primeros de esa corriente en inscribirse en el Revisionismo.[cita requerida]
En 1925 apareció la Historia de la historiografía argentina de Rómulo Carbia, el iniciador del revisionismo hispanocatólico. Más tarde publicó Historia de la leyenda negra hispanoamericana y La nueva historia del descubrimiento de América.

## La Década de 1930
Hasta ese momento, los historiadores no se identificaban a sí mismos como parte de una escuela, eran simples escritores aislados que publicaban sus obras poniendo de relieve su oposición a la visión clásica de la historia argentina. Pero la sólida oposición de la Academia Nacional de la Historia los llevó a reunirse de alguna manera. En 1934 se formó la Junta Americana de Homenaje y Repatriación de los Restos de Rosas; no tuvo éxito alguno en su cometido, pero comenzó la ruta de reunión de los restos dispersos de esta escuela historiográfica. En junio de 1938, conmemorando el centenario de la muerte de Estanislao López, se formó en la provincia de Santa Fe el Instituto de Investigaciones Federalistas, “para luchar por una ya impostergable revisión histórica”.
En 1930, Carlos Heras creó la primera cátedra de historia argentina contemporánea del país,[cita requerida] y fue el miembro más destacado[cita requerida] del Grupo de La Plata junto con Joaquín Pérez, autor de varias obras sobre la crisis del año 1820.
El otro autor destacado del período fue Diego Luis Molinari, especialista en el período colonial, y los antecedentes inmediatos de la Revolución de Mayo. Su labor historiográfica no fue mayor por su muy intensa dedicación a la política, primero en la Unión Cívica Radical, y más tarde en el peronismo. Una característica particular de su obra fue que interactuó con otro autor, amigo suyo, de estilo e inspiración totalmente liberal, Emilio Ravignani, con quien compartía alumnos en la Universidad.
A la tendencia netamente nacionalista, declaradamente revisionista, perteneció Julio Irazusta, autor de una monumental Vida política de don Juan Manuel de Rosas a través de su correspondencia.
En 1939 apareció la Historia falsificada de Ernesto Palacio, que años más tarde editaría una Historia de la Argentina, muy crítica del liberalismo.

## La década de 1940
La década se inició con la Vida de Juan Manuel de Rosas, de Manuel Gálvez, que le imprimió a su obra un tono novelesco. Puede parecer un anticipador del exitoso género llamado “novela histórica”,[cita requerida] de gran difusión a fines del siglo XX, pero en su caso fue un intento de hacer más accesible al público de masas una historiografía que hasta entonces se enredaba en discusiones académicas o ideológicas.
El autor más importante del período, que no fue estrictamente un revisionista de este período, fue José Luis Busaniche. Este santafesino se dedicó al estudio de la vida de Estanislao López y el federalismo y otros temas de historia santafesina de la primera mitad del siglo XIX. Se dedicó también a traducir y prologar ediciones de varios viajeros y diplomáticos extranjeros, y también de la edición de 1962 de Rosas visto por sus contemporáneos, un conjunto de artículos escritos por distintos autores argentinos y extranjeros contemporáneos del restaurador. La obra más destacada de Busaniche fue su Historia Argentina, que dejó inconclusa y como manuscrito a su muerte en 1959. Por cierto, no se consideraba estrictamente un revisionista.
Tampoco fue revisionista en el sentido clásico Enrique Barba, de marcadas simpatías federalistas, pero acérrimamente enemigo de la imagen positiva que los revisionistas tenían de Rosas. De hecho, fue Barba quien más difundió la idea de que Rosas era un unitario que usaba el nombre de federal. Sus obras más conocidas fueron Correspondencia entre Rosas, Quiroga y López, y Unitarismo, federalismo, rosismo.
En agosto de 1941 se formó el Instituto de Investigaciones Históricas Juan Manuel de Rosas. Su primer presidente fue el general Juan Ithurbide, pero sus miembros más destacados fueron Manuel Gálvez, Ernesto Palacio, Julio Irazusta, Rodolfo Irazusta, y Ricardo Font Ezcurra. Más tarde se incorporarían José María Rosa y Arturo Jauretche.
Según Rosa, 

Su propósito no era, solamente, reivindicar la persona y el gobierno de Rosas en un debate académico ya ganado de antemano, pero que de antemano sabíase que habría de rehusarse. Era reivindicar a la patria y al pueblo – la 'tierra y los hombres' – recobrando la auténtica historia de los argentinos. A la falseada noción del pasado, que nos había convertido y mantenido en un estado de colonia espiritual y material, se opondría la verdad de una tradición heroica y criollísima para que la Argentina se recuperase como nación. De paso derrumbaría con indignada iconoclastia a los próceres de la antipatria que llevaron al coloniaje. Era combativo y apasionado, con pasión de patria.

[cita requerida]
Como escuela historicista, el revisionismo expuso su método de investigar y explicar el pasado, el mismo de Saldías. Primero, una profunda labor investigadora. Luego, la aplicación de un severo método crítico para reconstruir los hechos históricos. Por último, la interpretación, no desde la libertad, las instituciones, la humanidad ni las conveniencias ideológicas, sino desde la Argentina como nación, como parte de la hermandad hispanoamericana, y desde los argentinos como integrantes de una nación.[cita requerida]
La postura ideológica más difundida entre los revisionistas fue el nacionalismo. En las etapas tempranas, se trató de un nacionalismo elitista, para después pasar a visiones más populares, nutriéndose también de aportes de izquierda, lo que se llamó la “izquierda nacional”. Muchos de sus más destacados autores se incluyeron en el peronismo.
Uno de los autores más importantes, fue Raúl Scalabrini Ortiz. De orígenes conservadores, pasó a la oposición después de 1930; sus obras fundamentales fueron Política británica en el Río de la Plata e Historia de los Ferrocarriles Argentinos.

## El revisionismo católico
Los intelectuales del año 1900 eran activamente anticlericales, con muy raras excepciones. El revisionismo, además de defender a Rosas, los federales y los colonizadores españoles, tendió a defender también la figura de la Iglesia católica. Entre sus historiadores más destacados se encontraron Guillermo Furlong, un jesuita dedicado a la formación cultural y religiosa de la Argentina, especialmente antes de 1810.
También Rómulo Carbia hizo importantes aportes en esta área. Muy posterior es la obra de Vicente Sierra, que publicó una muy personal Historia de la Argentina, en que se esforzó por llegar a sus propias conclusiones, esquivando las de los clásicos y también las de los revisionistas.

## Después del peronismo
Durante el gobierno de Juan Domingo Perón, el revisionismo logró dominar el ámbito académico nacional y se extendió más que nunca antes. Los revisionistas se identificaban con el peronismo, aunque el propio Perón nunca se definió por la visión histórica de estos seguidores suyos. De cualquier modo, la posición de la historiografía clásica o liberal quedó muy relegada.
El autor más destacado y prolífico en esta etapa fue José María Rosa, con obras tales como Defensa y pérdida de nuestra independencia económica, de 1941; El cóndor ciego. La Extraña muerte de Lavalle, de 1952; Nos, los representantes del pueblo, de 1955; La caída de Rosas, de 1958, ampliado en 1960 en lo que respecta a El Pronunciamiento de Urquiza, y La guerra del Paraguay y las montoneras argentinas, de 1965.
Su obra de más alcance fue Historia Argentina, comenzada a editar en 1963, con 14 tomos. En sus últimos años dirigió varias revistas, y llegó a defender sus posiciones en emisiones televisivas. Últimamente, sus obras fueron editadas en Internet por su hijo.
Otros autores destacados fueron: el padre Leonardo Castellani, Fermín Chávez, especialista en el período rosista y en la resistencia contra Mitre y Sarmiento, Juan José Hernández Arregui, de origen marcadamente izquierdista como Milcíades Peña, León Pomer, Rodolfo Puiggrós y Jorge Abelardo Ramos. También figuraron Federico Ibarguren, Salvador Ferla, Julio Irazusta, Rodolfo Irazusta, Roberto Marfany, y las obras finales de Manuel Ugarte.
Varias publicaciones periódicas difundieron las posiciones revisionistas, sin exigir a sus autores extenderse al nivel de edición de los libros. Pero la publicación más importante en este sentido fue la revista Todo es Historia, fundada por Félix Luna. Su revista extendió por todo el país las posiciones del revisionismo. Con el paso del tiempo, sin embargo, su postura se acercó gradualmente a la de la escuela clásica. Y tras editar centenares de artículos de esa inspiración, la revista se dedicó a tratar de llegar a un compromiso histórico entre las dos corrientes predominantes. Sin embargo, llegó a publicar una obra en colaboración muy importante, el Memorial de la Patria, una especie de historia argentina en 36 tomos escrita por varios colaboradores de Todo es Historia.
Tras el golpe de Estado de 1955 el canal habitual de transmisión del revisionismo, el Instituto de Investigaciones Históricas Juan Manuel de Rosas, permaneció prácticamente cerrado hasta que Arturo Frondizi asumió la presidencia en 1958. Varios de los discursos del dictador Pedro Eugenio  Aramburu y de Isaac Rojas en su primer año de gobierno contuvieron evocaciones elogiosas a la memoria de Caseros o algún otro símbolo del imaginario histórico rechazado por el revisionismo clásico. El alcance de esta propaganda antirevisionista se extendió hasta los programas de estudios de historia en las escuelas, hasta los cursos de capacitación sindical de la CGT intervenida.

## Finales de siglo
Las posturas revisionistas nunca llegaron a desplazar por completo la historiografía clásica. La ampliación de la Academia Nacional de la Historia nunca llegó a incluirlos, ya que se limitó a ampliar el espectro de intereses y el espectro geográfico representado en ella.
A partir del golpe militar de 1976, la historiografía pareció entrar en una relativa decadencia en el país. La recuperación de la democracia en 1983 concentró los esfuerzos intelectuales en el presente, esto es, en la política, los derechos humanos y la economía. Por otro lado, a fines de la década de 1980 hubo un estallido de la historiografía económica, orientada a estudios en los que los temas analizados por el revisionismo pasaron a segundo plano.
Durante los gobiernos del matrimonio Kirchner (2003-2016) se propugnó una vigorosa reaparición del revisionismo histórico, o neorevisionismo histórico, o historia nacional, popular, federal e iberoamericana. Durante esos años se reivindicó la gesta de la Vuelta de Obligado decretándose feriado nacional el 20 de noviembre, "Día de la Soberanía", se ascendió al generalato a Juana Azurduy y a Felipe Varela, en el festejo del Bicentenario de la Revolución de Mayo se honró a los próceres que según la visión revisionista fueron oscurecidos por la historiografía federal, como los caudillos federales, Manuel Dorrego, Andresito entre otros. Se destacan dos corrientes fundamentales, una de orientación izquierdista, cuya principal figura es Norberto Galasso, que basa su doctrina en el marxismo, y otra, compuesta principalmente por peronistas. simpatizantes de la izquierda nacional e independientes entre los que cabe destacar a Pacho O'Donnell y Hugo Chumbita.

## Instituto Nacional de Revisionismo Histórico Argentino e Iberoamericano Manuel Dorrego
Por decreto 1880/2011 de la presidenta Fernández de Kirchner se creó el Instituto Nacional de Revisionismo Histórico Argentino e Iberoamericano Manuel Dorrego, uno de cuyos objetivos era la reivindicación de las figuras históricas apoyadas por el revisionismo histórico en Argentina, y su primer presidente fue Mario "Pacho" O'Donnel. El Instituto Dorrego llevó a cabo una tarea de divulgación de los pensadores que nutrieron al revisionismo, como Jorge Abelardo Ramos, José María Rosa, Arturo Jauretche, Manuel Ugarte, Fermín Chaves, Ortega Peña, Eduardo Luis Duhalde y otros, publicó libros y programas de televisión bien recibidos por el público, pero no  logró conmover los cimientos universitarios y académicos de la historiografía tradicional, que continuó manifestándole una abierta actitud crítica. Así, en 2011, fecha de la creación del Instituto Nacional de Revisionismo Histórico Argentino e Iberoamericano Manuel Dorrego, señalaba Beatriz Sarlo que "el revisionismo (que no se practica en la universidad, donde se lo estudia como se estudian las obras del pasado) es una especie de fósil que vive en el paraíso de los best-sellers. Una veta del mercado editorial con novelas buenas y malas, biografías y libros de divulgación más atractivos, sin duda, que las ponencias de los simposios de historiadores".
Hubo conflictos internos, a principios de 2014, renunció O'Donnell y, posteriormente también algunos de sus principales miembros e historiadores, como Hernán Brienza, Hugo Chumbita y Felipe Pigna. En diciembre de 2014, Pacho O’Donnell propuso cerrar el Instituto Dorrego y afirmó: "No eran Luis Alberto Romero ni Beatriz Sarlo nuestros peores enemigos: estaban adentro." Por su parte Víctor Jorge Ramos criticó a la ministra de Cultura Teresa Parodi por no autorizar partidas para gastos del Instituto y poco después, en una solicitada del 31 de diciembre de 2014, el Instituto ―cuya presidencia estaba ejerciendo Luis Launay― repudió, a su vez, los dichos de Ramos.
El 4 de enero de 2016 el Instituto fue disuelto por un decreto del presidente Mauricio Macri que en sus considerandos se refiere a la "pluralidad ideológica" y afirma que "no es función del Estado promover una visión única de la Historia ni reivindicar corriente historiográfica alguna sino, por el contrario, generar las condiciones para el ejercicio libre e independiente de la investigación sobre el pasado".